# Вероника персидская
Веро́ника перси́дская (лат. Veronica persica) — однолетнее или двулетнее травянистое растение, вид рода Вероника (Veronica) семейства Подорожниковые (Plantaginaceae).

## Распространение и экология
Западная Европа: все страны, отсутствует в северной половине Фенноскандии; территория бывшего СССР: Европейская часть к востоку от Перми, Самары, Воронежа и к северу до Ладожского и Онежского озёр и почти до 60° северной широты на Каме, Крым, Кавказ, Туркменистан (Копетдаг), Таджикистан, Узбекистан, Киргизия (в Средней Азии главным образом в горных и предгорных районах), Южный Казахстан (Таласский Алатау, Заилийский Алатау), юг Приморского края; Азия: страны Ближнего Востока и Аравийского полуострова, Турция, Иран, Афганистан, Индия, Непал, Китай (главным образом в восточной части), Япония; Северная Америка: Аляска (юг), Канада (запад и юго-восток), США (отсутствует, может быть, лишь в некоторых штатах Среднего Запада); Центральная Америка: Мексика, Ямайка; Южная Америка: Колумбия, Чили.
Произрастает как сорное от равнин до высокогорий, на полях, огородах.

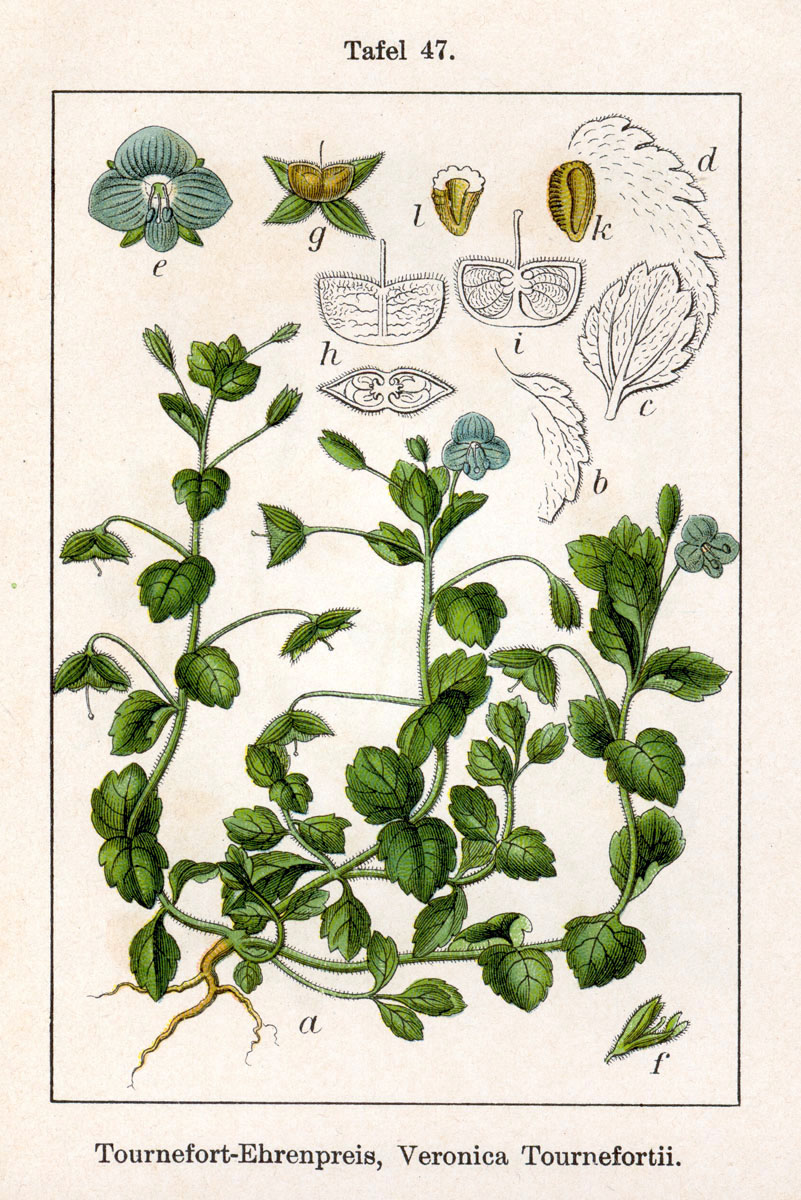

## Ботаническое описание
Стебли высотой 10—70 см, одиночные или по нескольку, слабые, распростёртые, лежачие или приподнимающиеся, укореняющиеся, простые или в нижней части ветвистые, с длинными побегами, цилиндрические, тонкие, коротко и курчаво волосистые.
Листья супротивные, верхние почти сидячие, остальные на черешках, длиной 2—4 мм. Прицветные листья очерёдные, продолговатые, несколько уменьшенные. Стеблевые — широкояйцевидные до округлых, длиной 8—16 мм, шириной 5—15 мм, слегка сердцевидные или усечённые, по краю крупно городчато-зубчатые, черешчатые, с редкими волосками на поверхности.
Цветки по одному в пазухах стеблевых листьев, на длинных нитевидных, скудно волосистых цветоножках длиной 1,5—4 см, после цветения при плодах дугообразно изогнутых и поникающих вниз. Доли чашечки в числе 4—5, продолговато-ланцетные или ланцетные, длиной 4—6 мм, шириной 2—3 мм, острые, равны или в полтора раза длиннее коробочки, по краю ресничатые, при плодах сильно расходящиеся; верхние доли чашечки меньшей величины. Венчик диаметром 7—11 (до 15) мм, голубой, синий или светло-фиолетовый, с зеленовато-жёлтым зёвом, с синими жилками, нижняя лопасть иногда белая, все лопасти тупые, три — округло-почковидные, одна яйцевидная, все почти равны или немного превышают чашечку. Тычинки изогнутые, короче венчика, с округло-яйцевидными пыльниками и расширенными в середине нитями.
Коробочка вдвое шире своей длины, шириной 8—10 мм, длиной 4—5 мм, обратно-почковидная или широко обратно-сердцевидная, двулопастная, с выпуклыми, лопастями, сильно расходящимися под тупым углом и образующими, широкую и глубокую выемку, последняя с боков сжатая, с выдающимися сетчатыми жилками, с округлым основанием, на спинке килеватая. Семена по 3—12 в каждом гнезде, длиной 1,5—2,5 мм, продолговатые, лодочковидно выемчатые, неглубоко морщинистые.
|                                                      |  |  |  |
| Цветок.Диаграмма цветка. Семенная коробочка. Семена. |  |  |  |

## Таксономия
Вид Вероника персидская входит в род Вероника (Veronica) семейства Подорожниковые (Plantaginaceae) порядка Ясноткоцветные (Lamiales).
|  |                                      |  |                                                             |                                                             |                          |  | ещё 21 семейство (согласно Системе APG II) | ещё 21 семейство (согласно Системе APG II) |                         |  |  |  | ещё от 300 до 500 видов |
|  |                                      |  |                                                             |                                                             |                          |  | ещё 21 семейство (согласно Системе APG II) | ещё 21 семейство (согласно Системе APG II) |                         |  |  |  | ещё от 300 до 500 видов |
|  |                                      |  |                                                             | порядок Ясноткоцветные                                      |                          |  |                                            |                                            | род Вероника            |  |  |  |                         |
|  |                                      |  |                                                             | порядок Ясноткоцветные                                      |                          |  |                                            |                                            | род Вероника            |  |  |  |                         |
|  | отдел Цветковые, или Покрытосеменные |  |                                                             |                                                             | семейство Подорожниковые |  |                                            |                                            | вид Вероника персидская |  |  |  |                         |
|  | отдел Цветковые, или Покрытосеменные |  |                                                             |                                                             | семейство Подорожниковые |  |                                            |                                            |                         |  |  |  |                         |
|  |                                      |  | ещё 44 порядка цветковых растений (согласно Системе APG II) | ещё 44 порядка цветковых растений (согласно Системе APG II) |                          |  |                                            | ещё 90 родов                               | ещё 90 родов            |  |  |  |                         |
|  |                                      |  |                                                             | ещё 44 порядка цветковых растений (согласно Системе APG II) |                          |  |                                            |                                            | ещё 90 родов            |  |  |  |                         |